# Joop Pieëte sr.
Joop Pieëte sr. (18 maart 1914 – Leiden, 7 juli 2006) was een Nederlandse amateur-filmmaker, fotograaf, ondernemer en oprichter van JPS Studio's. Naast zijn artistieke carrière was hij directeur van Ergon Electric, een elektrotechnisch bedrijf.

## Carrière

### Amateur-filmmaker
Pieëte's interesse in de audiovisuele kunsten ontstond in 1939, toen hij begon met het maken van grammofoonplaten. In 1950 legde hij zich toe op fotografie en film, waarbij hij zich onderscheidde door zijn technische vaardigheden en experimentele aanpak. Zijn films waren voornamelijk korte kleurenfilms met geluid, waarin natuur en muziek vaak een belangrijke rol speelden. Pieëte liet zich naast de natuur ook inspireren door de Franse impressionisten en werkte regelmatig samen met componisten om op maat gemaakte muziek in zijn films te verwerken.
Pieëte trad regelmatig op als jurylid bij filmfestivals en gaf lezingen over film en fotografie. Tevens was hij actief lid van de Leidse Smalfilm Liga en Synoscoop, een groep van amateur- en professionele filmmakers, die samenkwamen om films te bespreken en elkaars werk te evalueren. Bovendien speelde hij een actieve rol bij Filmclub 16, een club in Leiden die zich specifiek richtte op het vertonen van 16mm-films, en was hij verantwoordelijk voor de naamgeving van de club.

### Ergon Electric
Naast zijn artistieke bezigheden was Pieëte oprichter en directeur van Ergon Electric, een elektrotechnisch bedrijf dat hij in 1945 oprichtte. Onder zijn leiding groeide het bedrijf uit, met vestigingen in Leiden en Apeldoorn. Pieëte's broer beheerde de vestiging in Apeldoorn, en hun vader was, ondanks zijn hoge leeftijd, nog actief in de werkplaats. Een van de grootste projecten die Ergon Electric uitvoerde, was de installatie van de elektrische infrastructuur voor de bloemenveiling in Aalsmeer aan het begin van de jaren 1970. Uiteindelijk droeg Pieëte de leiding van het bedrijf over aan zijn broer, waarna hij zich vanwege gezondheidsredenen terugtrok uit het bedrijf en zich meer ging richten op audiovisuele producties.

### JPS Studio's
Begin jaren 1970 richtte Pieëte JPS Studio's op, een professionele film- en geluidsstudio gevestigd in zijn huis in Leiden. De studio was uitgerust met moderne apparatuur en bood een breed scala aan diensten, zoals filmmuziek, geluidseffecten, mixage, het maken van audiovisuele producties en later ook nasynchronisatie. Terwijl Joop Pieëte jr., zijn zoon, verantwoordelijk was voor de dagelijkse bedrijfsvoering en de technische aspecten, concentreerde Joop Pieëte sr. zich op het creatieve proces. Joop Pieëte sr. moest op den duur zijn taken in de film- en geluidsstudio afbouwen vanwege zijn gezondheid, maar bleef betrokken bij de studio. Daarnaast bleef hij lezingen en demonstraties geven over film en geluid.

## Persoonlijk
Joop Pieëte sr. was getrouwd met Maria Geertruida (Merie) Kok (1918-2013) en had vier kinderen. Hij had een voorliefde voor klassieke muziek en speelde zowel piano als orgel. In zijn latere jaren woonde hij in een verzorgingshuis in Leiden, waar hij op 7 juli 2006 op 92-jarige leeftijd overleed.

## Filmografie
- Zomer in Zwitserland (1958): Een film die de natuur van Zwitserland in de zomer vastlegt.[10]
- Holzen am Mythen (1961): Een film over de berg Mythen in Zwitserland, won de tweede prijs op het Benelux Filmfestival van 1962.[4]
- De blauwe vogel (1962): Een speelfilm over een onderwijzer die zich voor de rechter moet verantwoorden na het slaan van een leerling.[11]
- Wasdag (1963): Een komische film.[12]
- Muota (1964): Een impressie van een Zwitsers bergstroompje, won drie prijzen op het Benelux Filmfestival van 1964.[13]
- Afscheid van een zomer (1966): Een landschapsfilm opgenomen in Zwitserland, met muziek van Thijs van Leer.[1]
- Miroirs (1966): Een korte film geïnspireerd op muziek van Claude Debussy, winnaar van de Grote Prijs op het Benelux Filmfestival van 1966 en een gouden medaille van de NOVA.[4]
- Oponthoud (1968): Een film over een zwervende muzikant, bekroond met een prijs van de Culturele Raad en prijzen op een regionale amateurfilmwedstrijd.[14]
- Dans in de regen (begin jaren '70): Een film opgenomen in Zwitserland, met dansers van de Leidse balletgroep van Marjolein Briër.[1]
- Paris Violon (begin jaren '70): Een film geïnspireerd door een melodie genaamd "Jacqueline", gecomponeerd door Joop Pieëte sr. en opgedragen aan zijn kleindochter, met muziek van Michel Legrand.[3]
- Op weg naar het ondernemerschap (1974): Een film over het schoolleven en de praktijk van ondernemerschap op detailhandelsscholen, gemaakt in opdracht van de Vereniging van Scholen voor Ondernemersonderwijs.[15]
- Salicht Leyden (1974): Een film gemaakt in opdracht van museum De Lakenhal voor de viering van Leidens Ontzet en van het 100-jarig bestaan van het museum.[16]
- Water's Live Music Movie (1974): Een film die functioneerde als visuele ondersteuning bij de muziek van de popformatie Water.[17]
- What’s the Secret (rond 1975): Een film over cameraobjectieven voor een groot cameramerk, met acteur Arthur Lowe.[18]
- Het zevende gebied (rond 1980): Een film voor Defensie over UNIFIL-militairen in Libanon.[18]

## Erkenning
Pieëte ontving verschillende prijzen en onderscheidingen gedurende zijn carrière.

### Benelux
Op het Benelux Filmfestival van 1962 won Pieëte de tweede prijs met zijn film Holzen am Mythen. In 1964 behaalde hij de drie hoogste onderscheidingen voor zijn film Muota: de Hertogprijs, voor de beste smalfilm, de eerste prijs in de hoofdklasse en de ereprijs van het Benelux-comité in Nederland. De prijzen werden uitgereikt door juryvoorzitter Louis van Gasteren. Daarnaast won hij in 1966 de "Grote Prijs" voor zijn film Miroirs.
Daarnaast ontving Pieëte diverse prijzen van de Nederlandse Organisatie van Amateurfilmclubs (NOVA). In 1958 won hij de eerste prijs in de hoofdklasse voor zijn kleurenfilm Zomer in Zwitserland. De film werd vervolgens geselecteerd om Nederland te vertegenwoordigen in de categorie documentaires op het congres van de Union Internationale du Cinéma d'Amateur in Duitsland. In 1966 ontving hij een gouden medaille voor Miroirs op het filmfestival van de NOVA in Apeldoorn. Zijn film Oponthoud werd in 1968 bekroond met de derde prijs, de zaalprijs, en de prijs voor de beste fotografie op een regionale wedstrijd voor amateurfilmers. Diezelfde film ontving ook een prijs van de Culturele Raad vanwege het "bijzonder menselijk element" dat erin werd verbeeld.

### Internationaal
Op internationale filmfestivals werd zijn werk eveneens erkend; zo behaalde hij de derde prijs in de documentaire-categorie op het XXVIIe Concours Internationale in Dubrovnik, Joegoslavië, en ontving hij een onderscheiding op het Festival Internazionale del Cinema a Formato Ridotto, beide voor Muota.